# Молочай энопла
Молоча́й энопла (лат. Euphórbia enópla) — многолетнее суккулентное кустарниковое растение; вид рода Молочай (Euphorbia) семейства Молочайные (Euphorbiaceae).

## Морфология
Сильно ветвящийся от основания суккулентный двудомный кустарник до 30—100 см высотой, густо покрытый толстыми, красивыми, хорошо заметными, длинными, красными шипами.
Стебли цилиндрические, прямые или изогнутые, толщиной в палец, шириной 3 см и длиной 20—30 см, ветвящиеся преимущественно от основания и в средней части, от светло-серо-зелёных до синевато-зелёных. Рёбра в числе 6—7(8), с глубокими впадинами между ними, серо-зелёные, покрытые небольшими шишечками.
Листья крошечные. Шипы отдельные, многочисленные, на расстоянии 6 мм друг от друга, толстые, твёрдые и колючие, прямой участок составляет 1—6 см, красноватые, затем фиолетовые и, наконец, серые.
Мужские циатии на отдельной цветоножке, 8—25 мм длиной; женские короче, с 4—6 маленькими прицветниками, 5 мм в диаметре, тёмно-красные.
Плод шаровидный, полусидячий.
|                                         |  |
| Слева направо: мужские и женские циатии |  |

## Распространение
Африка: ЮАР (Капская провинция).

## Практическое использование
Легко выращивается в горшках в закрытых помещениях. К почве не требователен. Полив необходим умеренный весь год, за исключением самого холодного месяца, когда полив должен быть уменьшен, иначе растение может легко загнить. Зимой температура должна быть около 4 °C, хотя растение выносит и лёгкий заморозок. Чтобы растение сохранило свою компактную форму, необходим яркий солнечный свет. Растения, выращенные не на ярком солнце, вытягиваются и нуждаются в дополнительной опоре.

## Таксономия
|  |                                      |  |                                                             |                                                             |                      |  | ещё 36 семейств (согласно Системе APG II), в том числе Маковые | ещё 36 семейств (согласно Системе APG II), в том числе Маковые |                         |  |  |  | ещё ≈2000 видов |
|  |                                      |  |                                                             |                                                             |                      |  | ещё 36 семейств (согласно Системе APG II), в том числе Маковые | ещё 36 семейств (согласно Системе APG II), в том числе Маковые |                         |  |  |  | ещё ≈2000 видов |
|  |                                      |  |                                                             | порядок Мальпигиецветные                                    |                      |  |                                                                |                                                                | род Молочай (Euphorbia) |  |  |  |                 |
|  |                                      |  |                                                             | порядок Мальпигиецветные                                    |                      |  |                                                                |                                                                | род Молочай (Euphorbia) |  |  |  |                 |
|  | отдел Цветковые, или Покрытосеменные |  |                                                             |                                                             | семейство Молочайные |  |                                                                |                                                                | вид Молочай энопла      |  |  |  |                 |
|  | отдел Цветковые, или Покрытосеменные |  |                                                             |                                                             | семейство Молочайные |  |                                                                |                                                                |                         |  |  |  |                 |
|  |                                      |  | ещё 44 порядка цветковых растений (согласно Системе APG II) | ещё 44 порядка цветковых растений (согласно Системе APG II) |                      |  |                                                                | ещё >300 родов                                                 | ещё >300 родов          |  |  |  |                 |
|  |                                      |  |                                                             | ещё 44 порядка цветковых растений (согласно Системе APG II) |                      |  |                                                                |                                                                | ещё >300 родов          |  |  |  |                 |